# Saint-Jouin
Pour les articles homonymes, voir Saint-Jouin (homonymie).
Saint-Jouin est une commune française, située dans le département du Calvados en région Normandie, peuplée de 280 habitants (les Saint-Jouanais).

## Géographie

### Localisation
Saint-Jouin est situé à 3 km au sud-est de Dozulé et à environ 15 km au sud-est de Cabourg.

### Communes limitrophes
| Saint-Léger-Dubosq | Saint-Léger-Dubosq | Cresseveuille   |
| Dozulé             | Saint-Jouin        | Beaufour-Druval |
| Beuvron-en-Auge    | Beaufour-Druval    | Beaufour-Druval |

### Géologie et relief
La commune est classée en zone de sismicité 1, correspondant à une sismicité très faible.

### Hydrographie
La commune est située dans le bassin Seine-Normandie. Elle est drainée par le ruisseau de Saint-Leger Dubosq, le ruisseau de Caudemuche, le fossé 01 de la Cour Auzerais et le fossé 01 de la Grande Fresnaie,,.

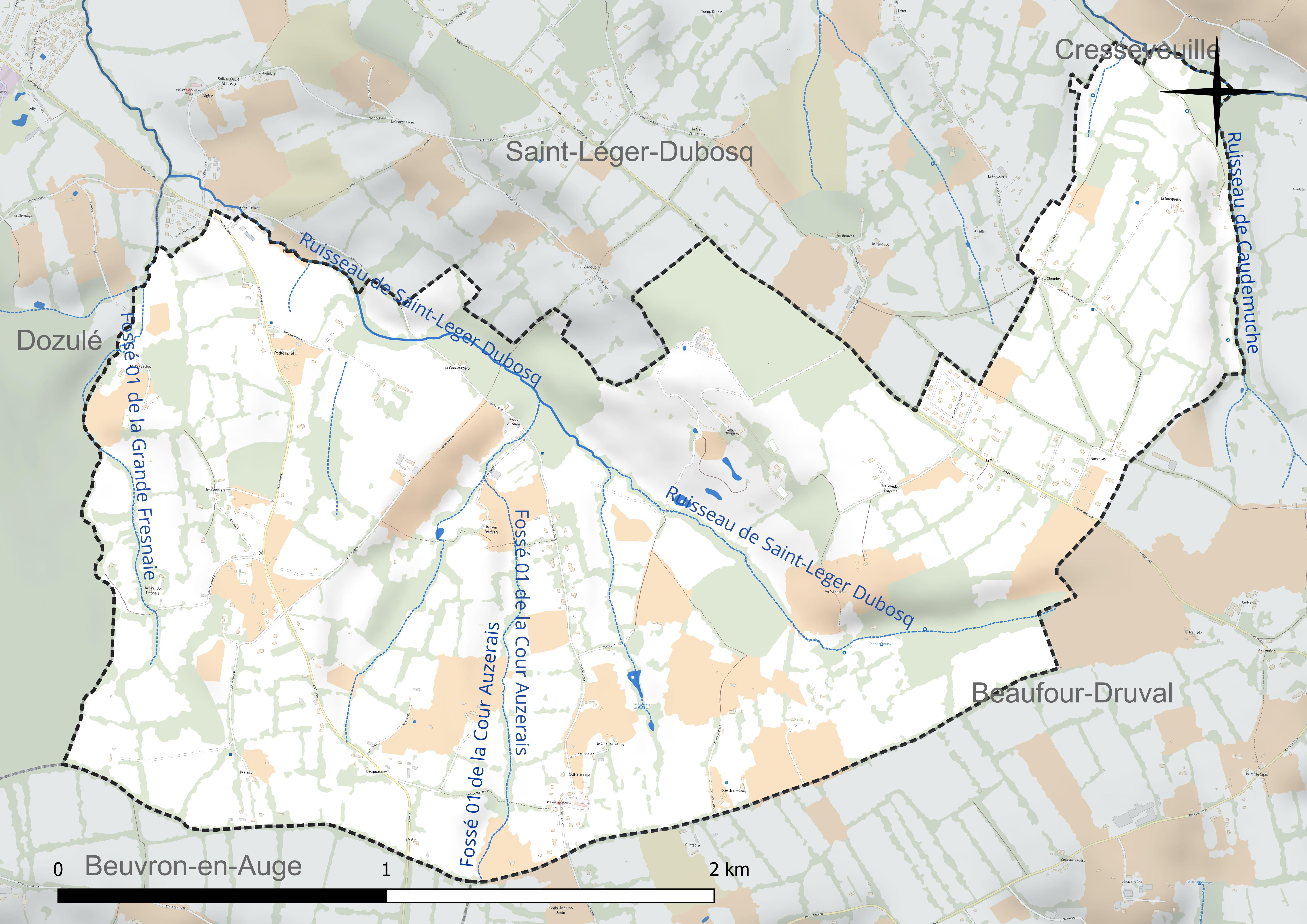
Réseau hydrographique de Saint-Jouin.

### Climat
Pour des articles plus généraux, voir Climat de la Normandie et Climat du Calvados.
En 2010, le climat de la commune est de type climat océanique franc, selon une étude du CNRS s'appuyant sur une série de données couvrant la période 1971-2000. En 2020, Météo-France publie une typologie des climats de la France métropolitaine dans laquelle la commune est exposée à un climat océanique et est dans la région climatique  Normandie (Cotentin, Orne), caractérisée par une pluviométrie relativement élevée (850 mm/a) et un été frais (15,5 °C) et venté. Parallèlement le GIEC normand, un groupe régional d'experts sur le climat, différencie quant à lui, dans une étude de 2020, trois grands types de climats pour la région Normandie, nuancés à une échelle plus fine par les facteurs géographiques locaux. La commune est, selon ce zonage, exposée à un « climat des plateaux abrités », correspondant à la plaine agricole de Caen à Falaise, sous le vent des collines de Normandie et proche de la mer, se caractérisant par une pluviométrie et des contraintes thermiques modérées.
Pour la période 1971-2000, la température annuelle moyenne est de 10,3 °C, avec  une amplitude thermique annuelle de 12,8 °C. Le cumul annuel moyen de précipitations est de 862 mm, avec 13,3 jours de précipitations en janvier et 8,5 jours en juillet. Pour la période 1991-2020, la température moyenne annuelle observée sur la station météorologique la plus proche, située sur la commune d'Argences à 14 km à vol d'oiseau, est de 11,6 °C et le cumul annuel moyen de précipitations est de 742,9 mm,. Pour l'avenir, les paramètres climatiques de la commune estimés pour 2050 selon différents scénarios d'émission de gaz à effet de serre sont consultables sur un site dédié publié par Météo-France en novembre 2022.

## Urbanisme

### Typologie
Au 1er janvier 2024, Saint-Jouin est catégorisée commune rurale à habitat très dispersé, selon la nouvelle grille communale de densité à 7 niveaux définie par l'Insee en 2022.
Elle est située hors unité urbaine. Par ailleurs la commune fait partie de l'aire d'attraction de Caen, dont elle est une commune de la couronne,. Cette aire, qui regroupe 296 communes, est catégorisée dans les aires de 200 000 à moins de 700 000 habitants,.

### Occupation des sols
L'occupation des sols de la commune, telle qu'elle ressort de la base de données européenne d'occupation biophysique des sols Corine Land Cover (CLC), est marquée par l'importance des territoires agricoles (99,7 % en 2018), une proportion identique à celle de 1990 (99,7 %). La répartition détaillée en 2018 est la suivante : 
prairies (92,7 %), zones agricoles hétérogènes (7,1 %), forêts (0,3 %). L'évolution de l'occupation des sols de la commune et de ses infrastructures peut être observée sur les différentes représentations cartographiques du territoire : la carte de Cassini (XVIIIe siècle), la carte d'état-major (1820-1866) et les cartes ou photos aériennes de l'IGN pour la période actuelle (1950 à aujourd'hui).

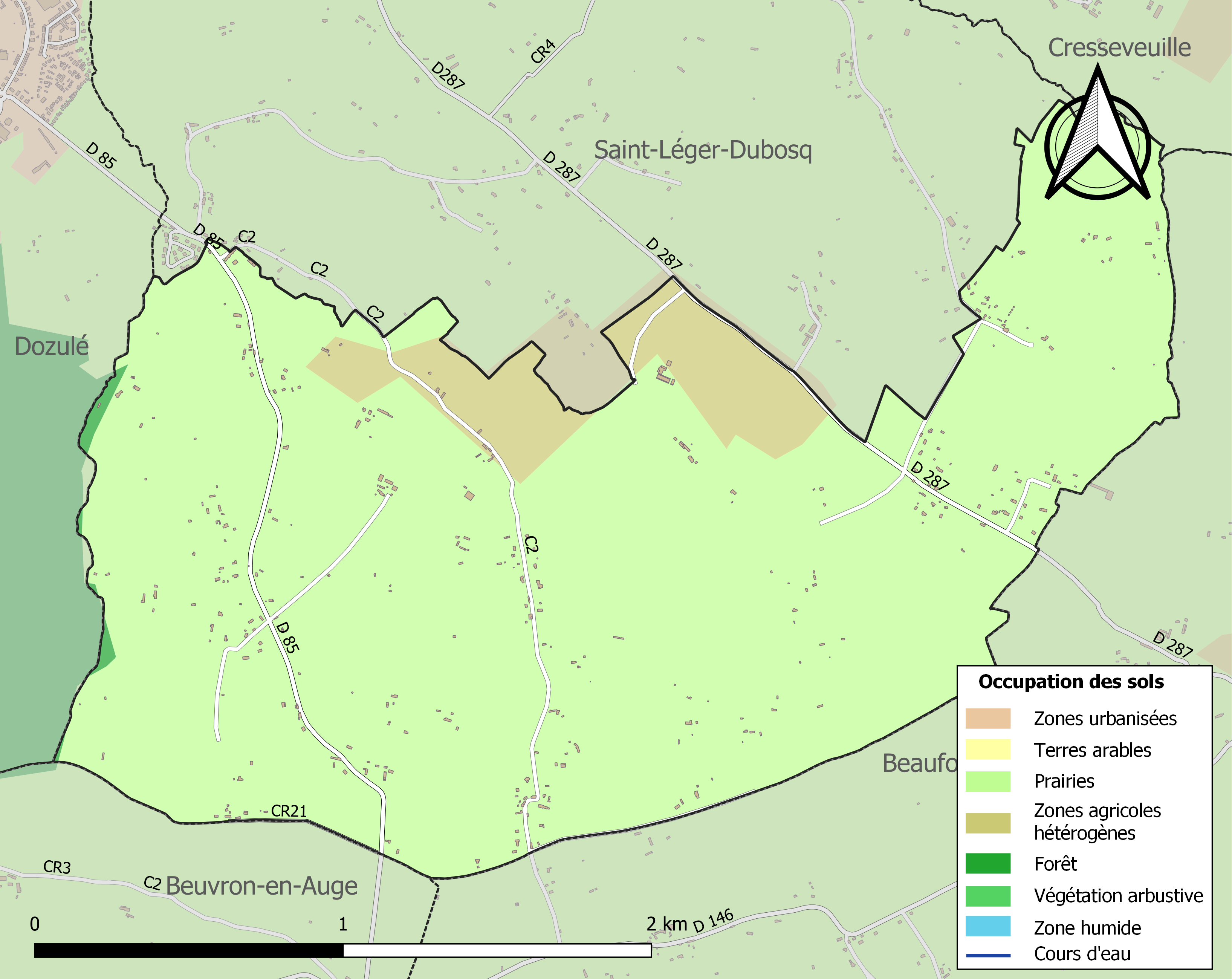
Carte des infrastructures et de l'occupation des sols de la commune en 2018 (CLC).

### Logement
En 2013, le nombre total de logements dans la commune était de 133. Parmi ces logements, 59,8 % étaient des résidences principales, 26,5 % des résidences secondaires et 13,6 % des logements vacants.
La part des ménages propriétaires de leur résidence principale s'élevait à 92,5 %.

## Toponymie
Le nom de la localité est attesté sous la forme Sanctus Jovinus vers 1350.
Saint Jouin (en latin Jovinus), frère de Saint Maximin, était ermite dans le Poitou.
Le gentilé est Saint-Jouanais.

## Histoire
Saint Jouin fut compris dans le marquisat de Silly (à Dozulé), érigé pour Jacques Vipart en juillet 1665.

## Politique et administration
| Période                                  | Période   | Identité        | Étiquette | Qualité |
| ---------------------------------------- | --------- | --------------- | --------- | ------- |
| 1959                                     | mars 1989 | Noëlle Degroote | SE        |         |
| mars 1989                                | mars 2001 | Eugène Girard   |           |         |
| mars 2001                                | En cours  | Roland Journet  | SE        |         |
| Les données manquantes sont à compléter. |           |                 |           |         |

Le conseil municipal est composé de onze membres dont le maire et deux adjoints.

## Démographie
L'évolution du nombre d'habitants est connue à travers les recensements de la population effectués dans la commune depuis 1793. Pour les communes de moins de 10 000 habitants, une enquête de recensement portant sur toute la population est réalisée tous les cinq ans, les populations de référence des années intermédiaires étant quant à elles estimées par interpolation ou extrapolation. Pour la commune, le premier recensement exhaustif entrant dans le cadre du nouveau dispositif a été réalisé en 2007.
En 2022, la commune comptait 280 habitants, en évolution de +37,25 % par rapport à 2016 (Calvados : +1,58 %, France hors Mayotte : +2,11 %).
Saint-Jouin a compté jusqu'à 373 habitants en 1806.
| 1793 | 1800 | 1806 | 1821 | 1831 | 1836 | 1841 | 1846 | 1851 |
| ---- | ---- | ---- | ---- | ---- | ---- | ---- | ---- | ---- |
| 292  | 318  | 373  | 332  | 358  | 350  | 356  | 344  | 331  |

| 1856 | 1861 | 1866 | 1872 | 1876 | 1881 | 1886 | 1891 | 1896 |
| ---- | ---- | ---- | ---- | ---- | ---- | ---- | ---- | ---- |
| 307  | 283  | 260  | 260  | 254  | 235  | 240  | 249  | 213  |

| 1901 | 1906 | 1911 | 1921 | 1926 | 1931 | 1936 | 1946 | 1954 |
| ---- | ---- | ---- | ---- | ---- | ---- | ---- | ---- | ---- |
| 213  | 184  | 171  | 178  | 189  | 183  | 167  | 165  | 153  |

| 1962 | 1968 | 1975 | 1982 | 1990 | 1999 | 2006 | 2007 | 2012 |
| ---- | ---- | ---- | ---- | ---- | ---- | ---- | ---- | ---- |
| 183  | 168  | 126  | 130  | 151  | 196  | 209  | 210  | 189  |

| 2017 | 2022 | - | - | - | - | - | - | - |
| ---- | ---- | - | - | - | - | - | - | - |
| 211  | 280  | - | - | - | - | - | - | - |

## Économie

### Revenus de la population et fiscalité
Le nombre de ménages fiscaux en 2013 était de 86 représentant 209 personnes et la  médiane du revenu disponible par unité de consommation  de 21 572 €.

### Emploi
En 2014, le nombre total d'emploi dans la zone était de 23, occupant 83 actifs résidents (salariés et non-salariés) .
Le taux d'activité de la population âgée de 15 à 64 ans s'élevait à  75,8 % contre un taux de chômage (au sens du recensement) de 11 %. Les inactifs se répartissent de la façon suivante : étudiants et stagiaires non rémunérés 5 %, retraités ou préretraités 10 %, autres inactifs 9,2 %.

### Entreprises et commerces
En 2015, le nombre d'établissements actifs était de vingt dont quatre dans l'agriculture-sylviculture-pêche, un dans l'industrie, cinq dans la construction, huit dans le commerce-transports-services divers et deux étaient relatifs au secteur administratif.
Cette même année, trois entreprises ont été créées par des auto-entrepreneurs.

## Lieux et monuments
- Église Saint-Jouin ou Sainte-Barbe (XIIIe siècle). Selon Arcisse de Caumont, on trouve à l'intérieur, une chaire et un confessionnal de bonnes factures ne correspondant pas à l'équipement habituel d'une petite église.

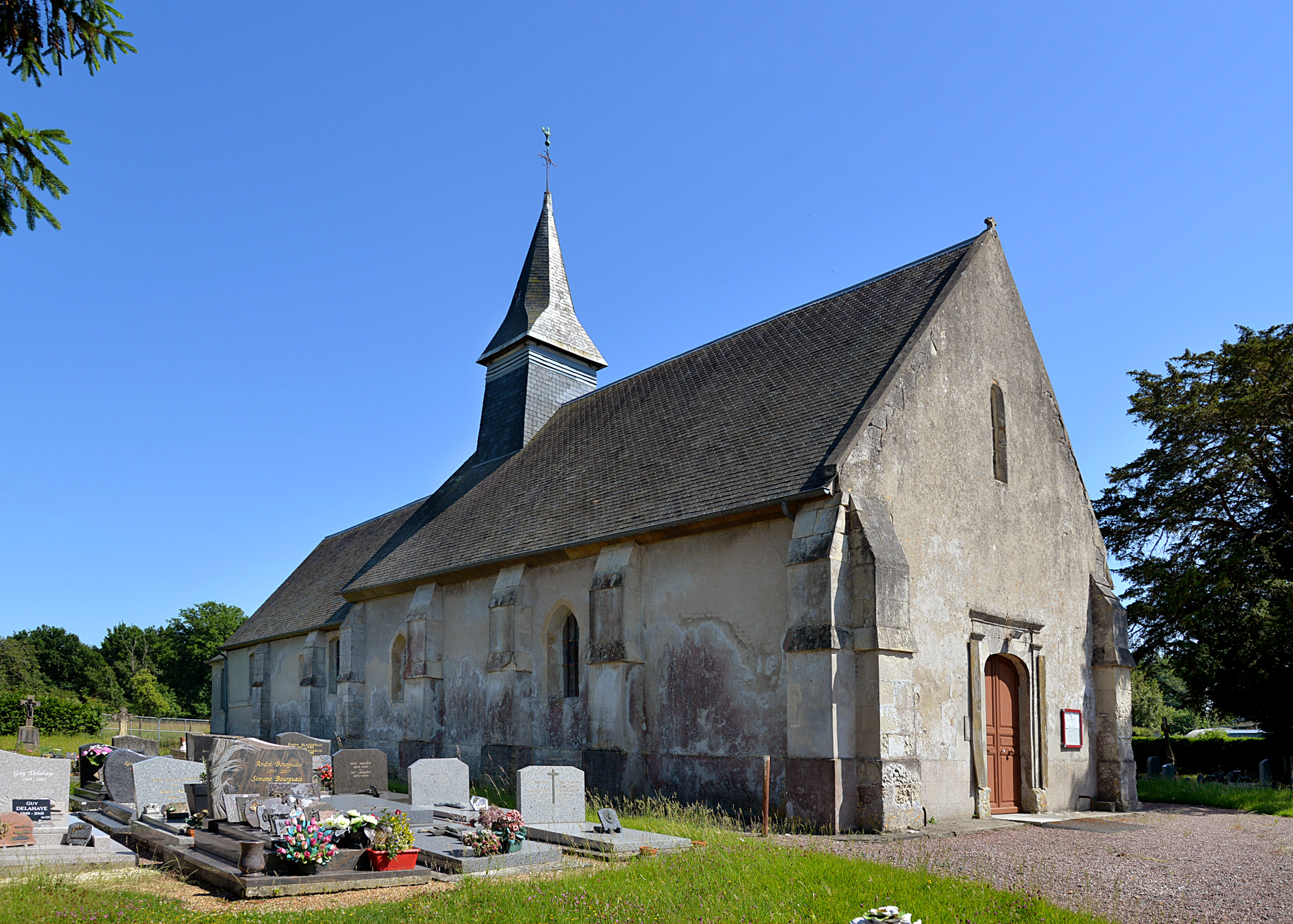
L'église Saint-Jouin.
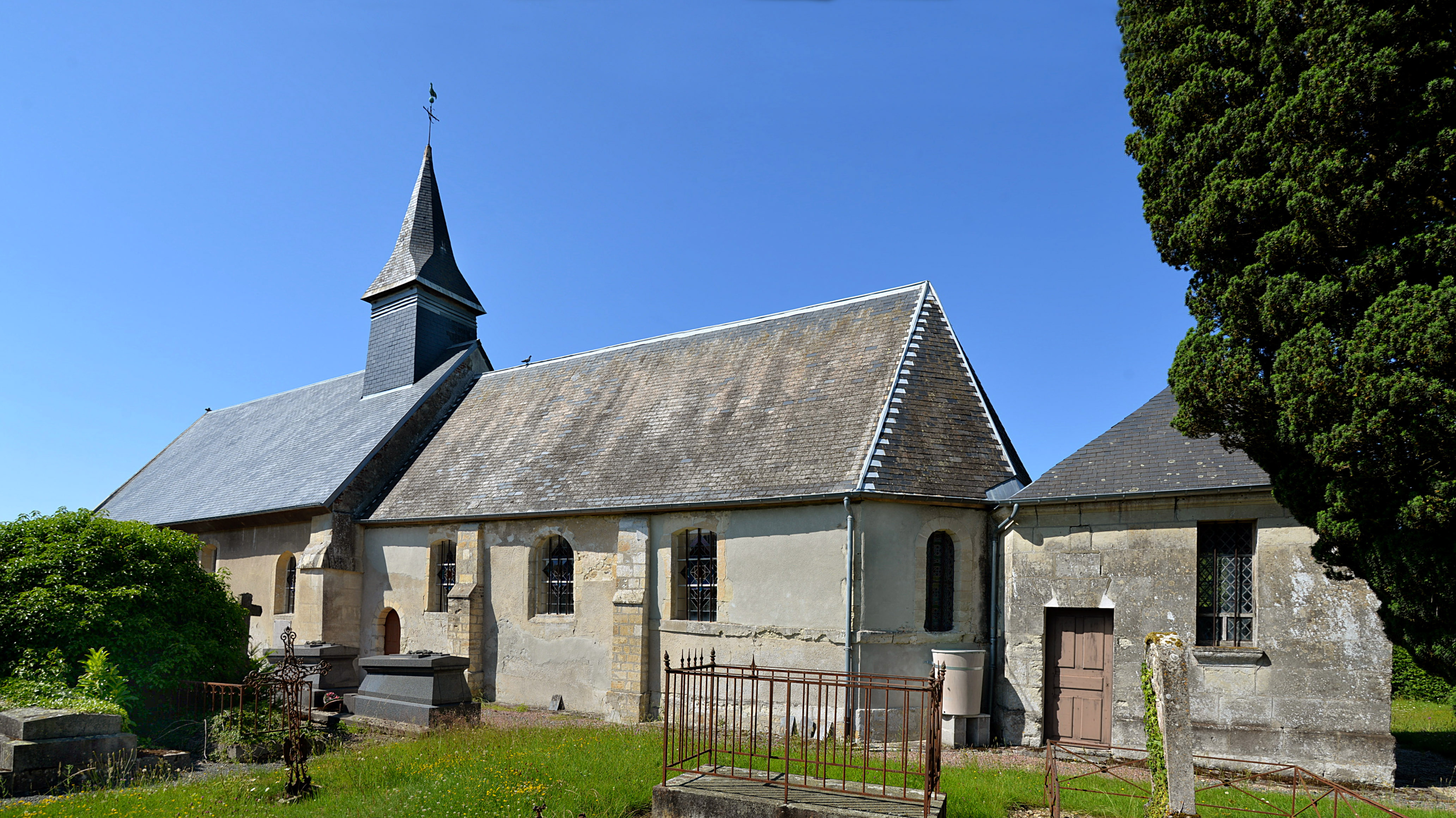
L'église Saint-Jouin.
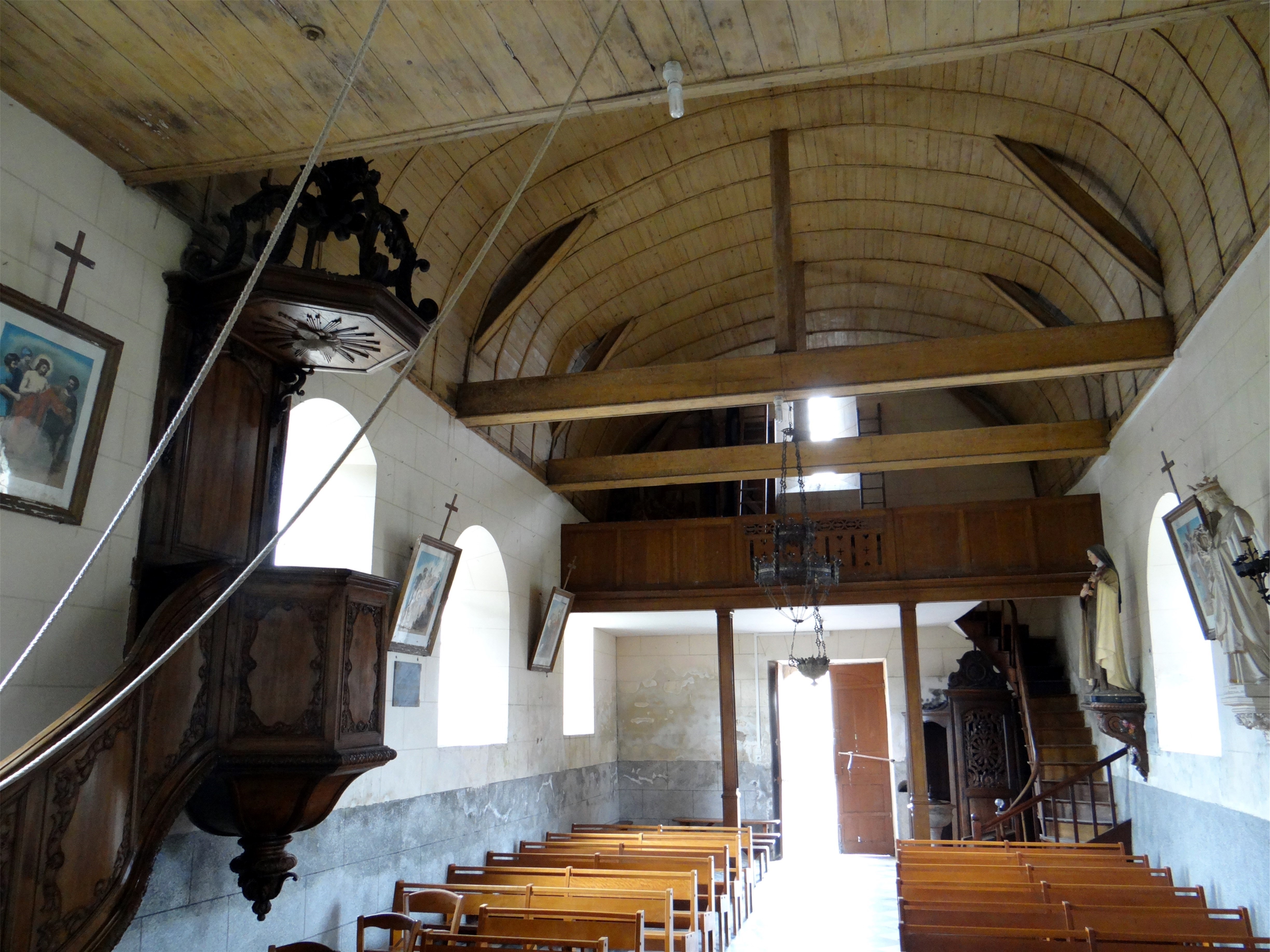
La nef et la chaire de l'église.
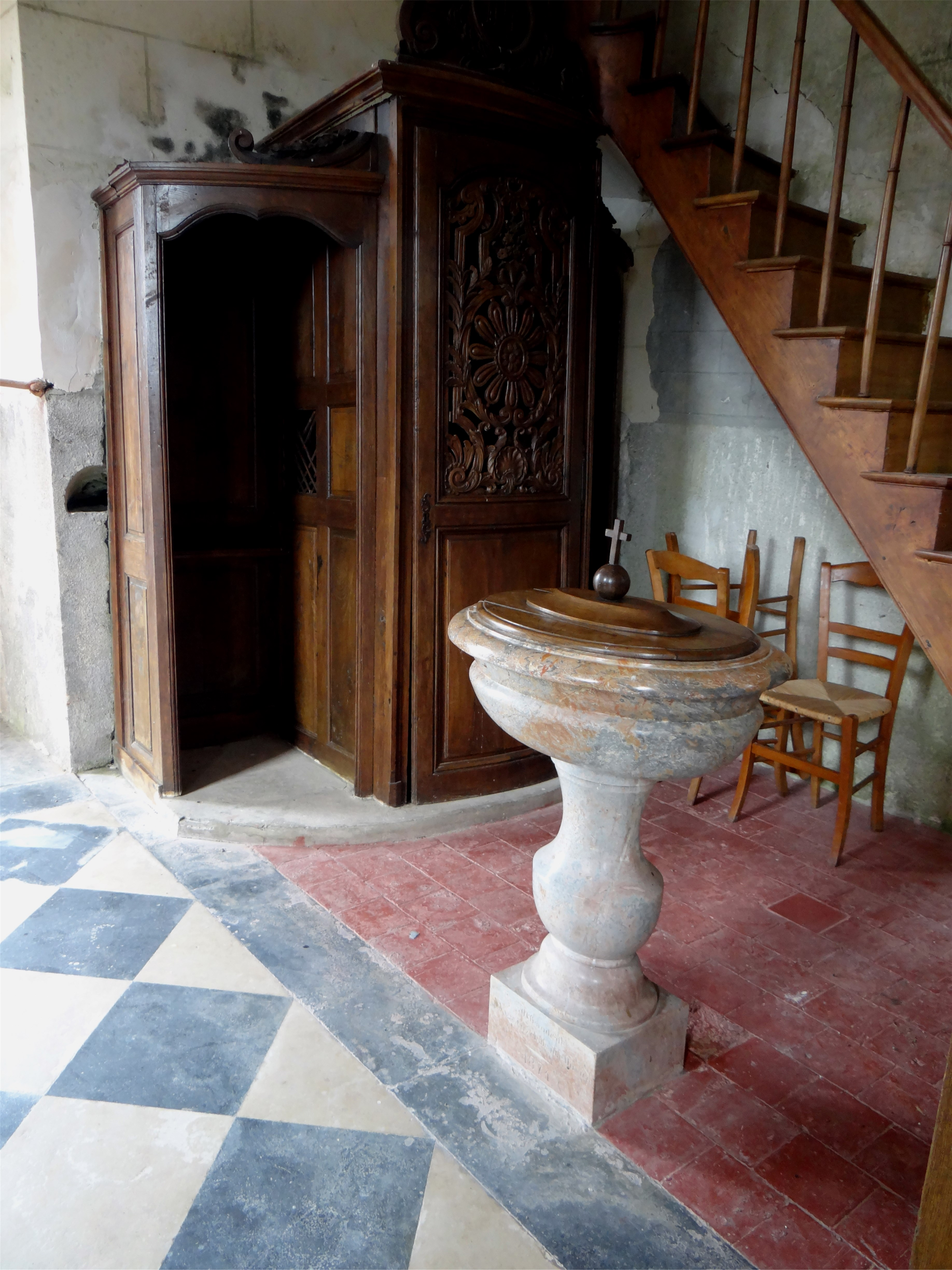
Le confessionnal et les fonts baptismaux de l'église.
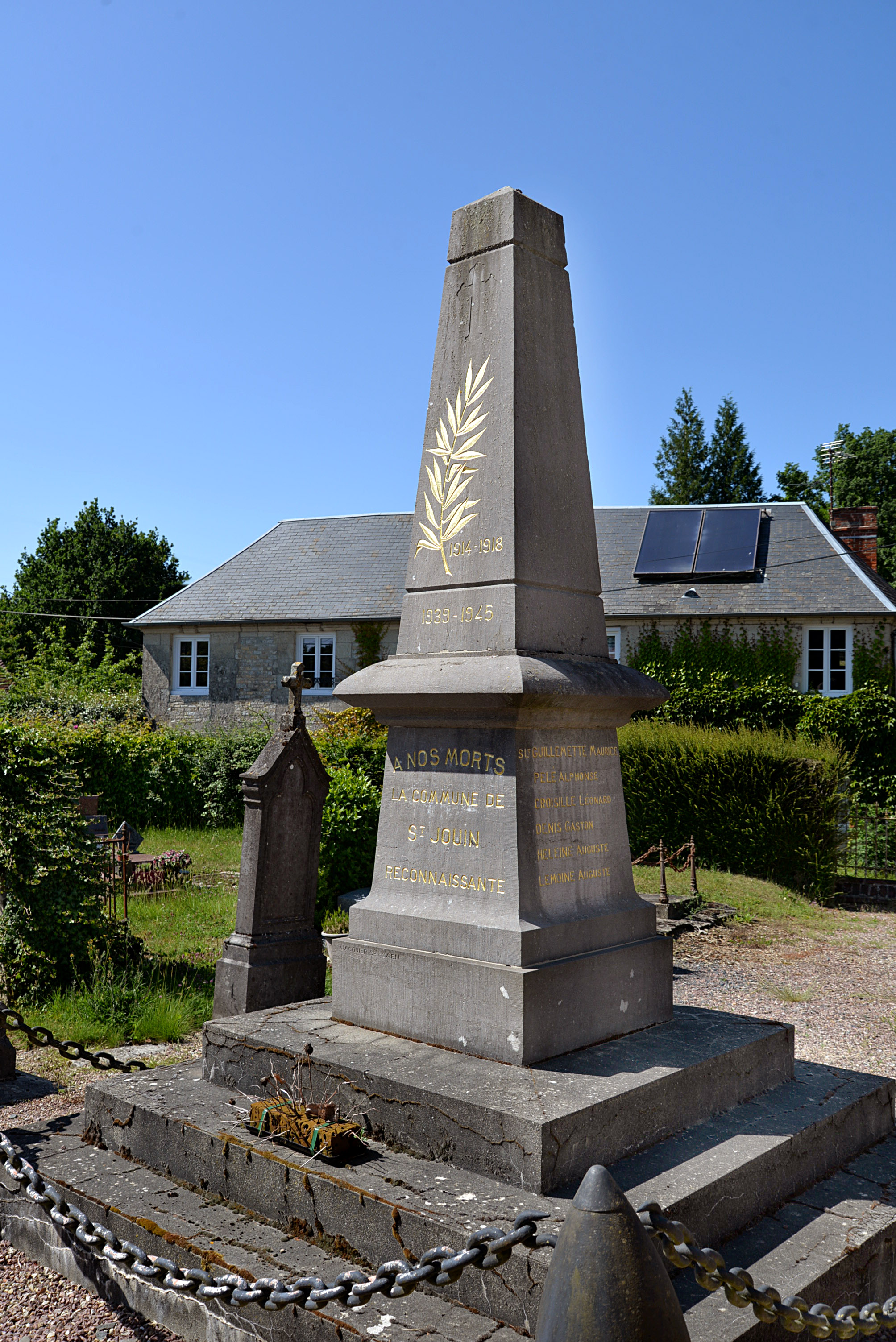
Le monument aux morts dans le cimetière.
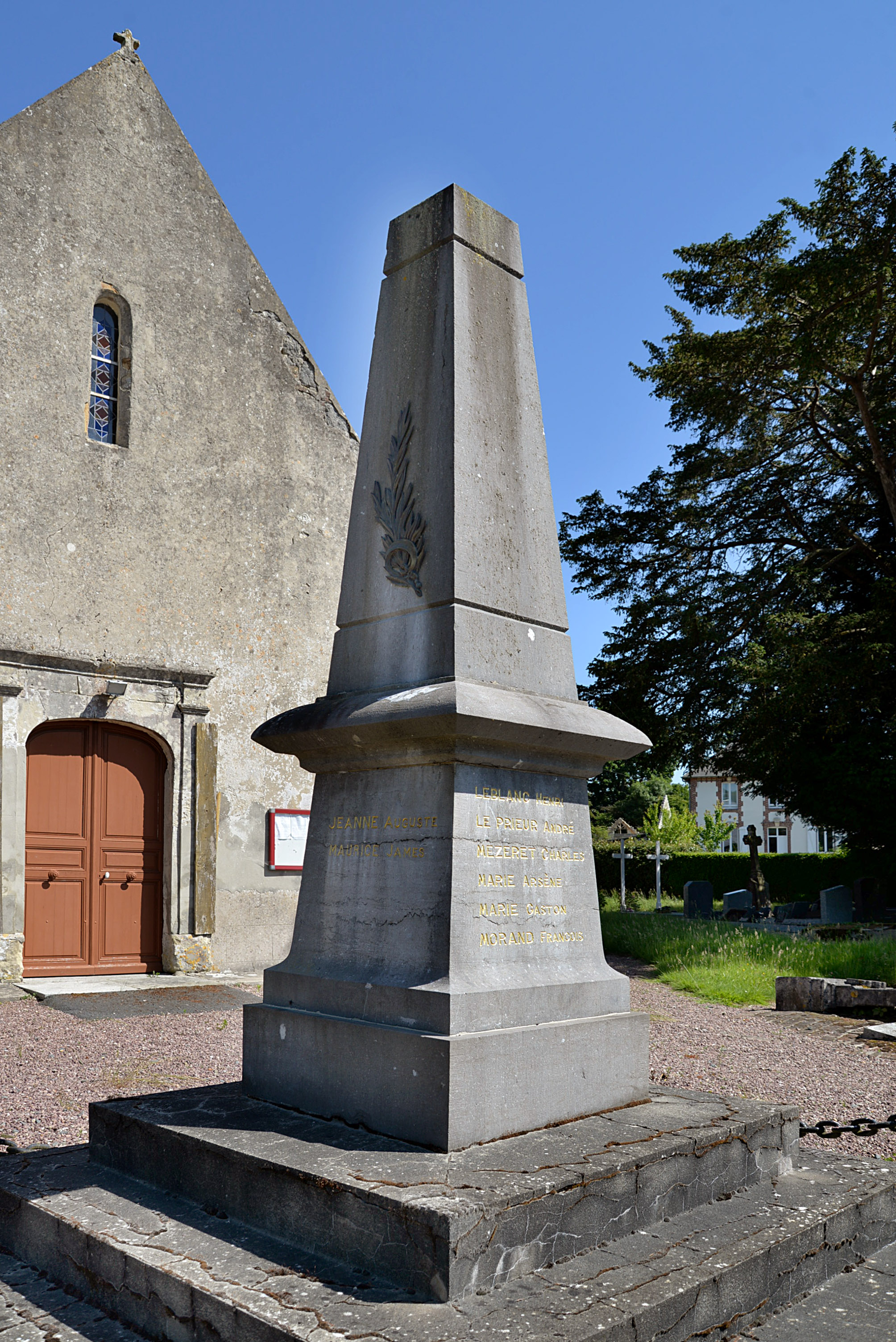
Le monument aux morts dans le cimetière.